# Хмелевая скала
Хмелевая — скала, находящаяся в Красносулинском районе Ростовской области, к северо-востоку от города Шахты, севернее хутора Садки. Являются естественным скалодромом. Высота скал до 30 метров, суммарная длина — около 1 км. Скала является самой высокой в Ростовской области.

## Туризм
Хмелевые скалы — место проведения Сафроновских соревнований по альпинизму, имеющих всероссийский статус, и других спортивных мероприятий. Есть маршруты различной сложности: «Спартак», «Таганрог», «Нос корабля», «Сердце», «Воронеж».
Под скалами находится большая равнина, которая пригодна для кемпинга. Рядом со скалами протекает Кундрючья река. Между рекой и скалами равнина переходит в густую рощу, образуя оазис, благодаря этому там всегда прохладно, даже в жаркие летние дни. Рядом с рощей находятся большие площадки для установки палаточного лагеря. Вдоль всей рощи проходит тропа к ручью с питьевой водой.